# محمية حزام غابات المنتثر
تقع محمية  حزام غابات المنتثر على طريق الشارقة مليحة- الإمارات العربية المتحدة .
أخذت محمية حزام غابات المنتثر في منطقة البطائح  بالشارقة إعلان تأسيسها الرسمي في العام 2007، لتكون إضافةً حقيقية لبقية المحميات الطبيعية في إمارة الشارقة، وذلك مساهمةً في دعم حملات الاهتمام بالحياة البرية والفطرية التي تنتظم الإمارة كواحدة من أهم المناطق التي تعمل على المحافظة على البيئة،    ومن هذا الإهتمام إنطلاق العديد من حملات التشجير بمحمية المنتثر.   

## عن المحمية
تعرف محمية المنتثر الشارقة أيضاً باسم “محمية حزام غابات المنتثر”، وتعتبر محمية متكاملة بما تحويه من أشجار ونباتات برية نذكر منها أشجار الغاف والسدر.
تمتد محمية حزام غابات المنتثر على مساحة إجمالية تصل إلى 9 كيلومترات مربعة ما بين المسطحات الصحراوية الساحرة والحيوانات النادرة التي تعيش على أرضها.
تمنع إدارة المحمية دخول أية سيارات عدا المصرح لها من مركبات العاملين في المحمية ، والتي حددت لها مسارات معينة لا تعوق الحركة الطبيعية في المحمية لجميع الكائنات.  

## تاريخ المحمية
تروي محمية المنتثر الشارقة جزءاً بسيطاً من تاريخ الحضارات القديمة في الإمارات، حيث كانت نقطة التقاء القوافل المقبلة من جميع الاتجاهات التي كانت تتخذ من منطقة المحمية مكاناً وموعداً دائماً للقاء، والتجارة وتبادل الأخبار عن المناطق والأحوال، كونها تحتضن مجموعة الأشجار المتميزة والتي تشكل غابةً ظليلة في وسط طريق القوافل في الصحراء.